# John David Carson
John David Carson, właśc. John Franklin Carson (ur. 6 marca 1952 w North Hollywood, zm. 27 października 2009 w Las Vegas) – amerykański aktor.

## Życiorys

### Wczesne lata
Urodził się i wychowywał w North Hollywood w Kalifornii. Dorastał w wierze Stowarzyszenia Chrześcijańskiej Nauki. Jego ociec, Aldrich „Kit” Carson, był aktorem grywającym w westernach, zwłaszcza z Dale Robertsonem. Matka, Rosamonda 'Boots' James Carson, była pochodzenia irlandzkiego i Czirokezi, miała również doświadczenie aktorskie, ale przede wszystkim była modelką, a także prezesem stowarzyszenia Mannequins Association of Los Angeles w 1968. Carson dorastał w wierze Stowarzyszenia Chrześcijańskiej Nauki, a jego rodzice rozwiedli się w dzieciństwie. Wczesne lata życia spędził w dzielnicy Fairfax w Los Angeles. Ukończył Central Catholic High School w Abilene w Teksasie. Uczęszczał do Los Angeles Valley College. Jako nastolatek przeżył poważny wypadek motocyklowy, w wyniku którego stracił niemal całkowicie słuch w lewym uchu. Doświadczenie to opisał w magazynie „Interview”.

### Kariera
Karierę rozpoczął udziałem w reklamach, w jednej w wieku 6 lat, portretując konferansjera cyrkowego na lokalnym centrum handlowym. Później podkładał głosy w kreskówkach dla Hanna-Barbera. Jego pierwszą pracą było użyczenie głosu postaci „Dino Boy / Todd” w 18 odcinkach serialu Kosmiczny Duch (Space Ghost, 1966–1968), pod pseudonimem Johnny Carson. Uczęszczał do Los Angeles Valley College, gdzie w 1969 zagrał główną rolę w inscenizacji Poskromienie złośnicy Williama Szekspira. Po rozpoczęciu kariery w Hollywood natychmiast wdał się w spór z Johnnym Carsonem o używanie ich wspólnego nazwiska – później występował pod pseudonimem John David Carson. 
Miał doświadczenie teatralne, gdy pojawił się po raz pierwszy na szklanym ekranie w serialu ABC Marcus Welby, lekarz medycyny (Marcus Welby, M.D., 1970). Pierwszym filmem fabularnym Carsona była komedia kryminalna Rogera Vadima Ładne dziewczyny ustawiają się w szeregu (Pretty Maids All in a Row, 1971). Carson wcielił się w postać kujona i niedoświadczonego seksualnie młodego mężczyzny, który dręczony jest pożądaniem wobec pięknych młodych kobiet w szkole i cierpi na chroniczny priapizm; ostatecznie zostaje „mentorem” swojego pedagoga, granego przez Rocka Hudsona, eksperta w uwodzeniu młodszych kobiet, który bierze go pod swoje skrzydła i namawia atrakcyjną nauczycielkę (graną przez Angie Dickinson) do seksu.
Wziął udział w nagraniu płyty Kampania Świątecznej Pieczęci (1973). Często grał dwulicowych mężczyzn, którzy wydają się dobrzy, ale są złymi facetami lub role myślących, biernych, „miłych facetów” w filmach klasy B, w tym w dreszczowcu fantastycznonaukowym Mike’a Nicholsa Dzień delfina (The Day of the Dolphin, 1973) u boku George’a C. Scotta, komediodramacie Boba Rafelsona Niedosyt (Stay Hungry, 1976) z udziałem Arnolda Schwarzeneggera, Jeffa Bridgesa i Sally Field, ekranizacji powieści HG Wellsa Imperium mrówek (Empire of the Ants, 1977) z Joan Collins czy dreszczowcu Piąte piętro (The Fifth Floor, 1978) z Bo Hopkinsem.
W jednym z odcinków serialu Aniołki Charliego (Charlie’s Angels, 1978) został obsadzony w roli irlandzkiego dżokeja Kevina Ryana, a w odcinku serialu Napisała: Morderstwo (Murder, She Wrote, 1985) pojawił się w roli Larry’ego Burnsa, fachowca telewizyjnego, który jest oskarżony o morderstwo kobiety przez skorumpowanego szeryfa.

## Życie prywatne
Podczas kręcenia odcinka serialu NBC Love Story – pt. „Joie” (1973) romansował z aktorką Kim Darby. 10 stycznia 1976 zawarł związek małżeński z Victorią Morgan. W październiku 1977 doszło do rozwodu. 31 października 1981 poślubił Colette Trygg. 7 maja 1993 rozwiedli się. 5 lutego 2007 ożenił się z Dianą.
Zmarł 27 października 2009 w Las Vegas w stanie Nevada na chłoniaka w wieku 57 lat.

## Filmografia

### Filmy
- 1971: Ładne dziewczyny ustawiają się w szeregu (Pretty Maids All in a Row) jako Ponce de Leon Harper
- 1973: Dzień delfina (The Day of the Dolphin) jako
- 1974: Murder in the First Person Singular (TV) jako Peter
- 1974: The Savage Is Loose jako David
- 1976: Potwór z czarnego jeziora (Creature from Black Lake) jako Rives
- 1976: Niedosyt (Stay Hungry) jako Halsey
- 1977: Imperium mrówek (Empire of the Ants) jako Joe Morrison
- 1978: Piąte piętro (The Fifth Floor) jako
- 1990: Pretty Woman jako Mark

### Seriale
- 1970: Marcus Welby, lekarz medycyny (Marcus Welby, M.D.) jako Tim Salter
- 1973: Love Story jako Joie
- 1973: The Partridge Family jako Tom Baker
- 1974: Medical Center jako Alex
- 1974: Apple's Way jako Ben Haggerty
- 1974: Petrocelli jako Frank Donato
- 1976: Barnaby Jones jako Walt Gornett
- 1976: Lucas Tanner jako Tom Michaelson
- 1976: Sierżant Anderson (Police Woman) jako Tommy Shaw / Charlese Parker
- 1977: Barnaby Jones jako David Burke
- 1978: Aniołki Charliego jako Kevin Ryan
- 1979: Hawaii 5-0 jako Mike Harper
- 1979: Aniołki Charliego jako Scott Miller
- 1980: Taxi jako Kirk Bradshaw
- 1981: CHiPs jako Wilder
- 1985: Napisała: Morderstwo jako Larry Burns
- 1987: Simon i Simon (Simon & Simon) jako Stephen Wainwright
- 1987-88: Falcon Crest jako Jay Spence